# Macizo de Rodna
Los montes Rodna (Munţii Rodnei) forman parte de los Cárpatos orientales en el norte de Rumania. Su cumbre más alta, Pietrosul Rodnei, alcanza los 2.303 m s. n. m. La cadena se extiende a lo largo de 50 km de largo y 35 km de ancho, siendo su vertiente norte más escarpada. Posee algunos lagos de montaña y algunas cuevas, como Izvorul Tăuşoarelor, la cueva más profunda de Rumania (479 m) y Jgheabul lui Zalion (242 m).